# Cabo Feliz Encuentro
El cabo Feliz Encuentro (según Argentina) o cabo Well-Met (según Chile) es una cabo que marca el extremo norte de la isla Vega, en el grupo de la isla James Ross, Antártida. Está constituido por un promontorio notable y acantilados de roca oscura, alcanzando una altura de 220 metros. Es muy visible por estar libre de hielos.

## Historia y toponimia
Fue descubierto por la Expedición Antártica Sueca, al mando de Otto Nordenskjöld. Originalmente, la expedición lo había denominado cabo Dreyfuss, probablemente en honor a algún aportante de la expedición.
El cambio de nombre a Vorgebirge der Guten Begegnung («buen encuentro»), colocado en octubre de 1903, se debió a que fue el sitio de encuentro entre Nordenskjöld y Johan Gunnar Andersson, tras 20 meses de separación forzada. En Viaje al Polo Sur, Andersson escribió:

Creyendo perdida la comisión al mando de Nordenskjöld que desembarcó del buque expedicionario Antarctic veinte meses antes, salió a buscarlos desde Bahía Esperanza, donde había sido dejado con ese propósito, y los halló después de dar vuelta a la isla del Diablo, hacia una elevación rocosa situada en el N de la isla Vega, que llamamos, el verano último, Cabo de Dreyfus, nombre que fue modificado a raíz de tal acontecimiento.

Posteriormente, en la toponimia antártica británica fue denominado cabo Visible, siendo este nombre también recogido en algunas publicaciones argentinas.

## Reclamaciones territoriales
Argentina incluye a la isla Vega en el departamento Antártida Argentina dentro de la provincia de Tierra del Fuego, Antártida e Islas del Atlántico Sur; para Chile forma parte de la comuna Antártica de la provincia Antártica Chilena dentro de la Región de Magallanes y de la Antártica Chilena; y para el Reino Unido integra el Territorio Antártico Británico. Las tres reclamaciones están sujetas a las disposiciones del Tratado Antártico.
Nomenclatura de los países reclamantes: 
- Argentina: cabo Feliz Encuentro[8][9]
- Chile: cabo Well-Met[3]
- Reino Unido: Cape Well-met[4]